# 이선풍 저승 유람
《이선풍 저승 유람》은 1994년 2월 9일부터 2월 10일까지 KBS 1TV에서 방영된 2부작 설날 특집 드라마이다. 권선징악을 주제로 한 해학 사극 드라마로써 조선 시대에 왕실 재산을 관리하는 기관인 내수사의 벼슬아치이자 천하의 한량인 이선풍이 자신도 모르는 사이에 횡령 사건과 관련된 모함으로 인해 팽형을 선고받았다가 살아남은 다음에 친구의 도움으로 자신의 결백을 밝히는 과정을 담고 있다.

## 출연진
- 김갑수
- 이일웅
- 김형자
- 김흥기
- 김혜리
- 조민희
- 박용식
- 선동혁
- 박칠용
- 전병옥
- 문창길